# Майлз, Джоанна
Джоанна Майлз (англ. Joanna Miles, род. 6 марта 1940) — американская актриса, лауреат двух премий «Эмми».

## Жизнь и карьера
Джоанна Майлз родилась во Франции в Ницце, в семье американского художника . Семья эмигрировала в Соединённые Штаты в 1941 году, где Джоанна получила гражданство. В 1958 году она окончила школу в Вермонте, а в 1963 дебютировала в мыльной опере «Медсестры». Последующие два года она снималась в другой мыльной опере — «На пороге ночи», а после во «Все мои дети».
Майлз выиграла премию «Эмми» за роль в телефильме 1973 года «Стеклянный зверинец» с Кэтрин Хепберн. После у неё были заметные роли в фильмах «Жук» и «Последний воин» и в последующие годы регулярно появлялась в кино и на телевидении, исполняя в основном характерные роли.

## Личная жизнь
В 1970 году вышла замуж за Уильяма Бёрнса, они развелись в 1977 году. В 1978 году вышла замуж за продюсера Майкла Брэндмэна, у пары родился сын.

## Избранная фильмография
| Год       |   | Русское название                   | Оригинальное название               | Роль                               |
| --------- | - | ---------------------------------- | ----------------------------------- | ---------------------------------- |
| 1964      | с | На пороге ночи                     | The Edge of Night                   | Джеральдин Макграт                 |
| 1971      | с | Все мои дети                       | All My Children                     | Энн Тайлер Мартин                  |
| 1975      | ф | Жук                                | Bug                                 | Керри Пармитер                     |
| 1975      | ф | Последний воин                     | The Ultimate Warrior                | Мелинда                            |
| 1983      | ф | Кросс-Крик                         | Cross Creek                         | миссис Тернер                      |
| 1984      | с | Даллас                             | Dallas                              | Марта Рэндольф                     |
| 1986      | с | Кегни и Лейси                      | Cagney & Lacey                      | Хелен Молдин                       |
| 1986      | с | Сент-Элсвер                        | St. Elsewhere                       | миссис Бельведер                   |
| 1990      | ф | Розенкранц и Гильденстерн мертвы   | Rosencrantz & Guildenstern Are Dead | Гертруда                           |
| 1990—1991 | с | Звёздный путь: Следующее поколение | Star Trek: The Next Generation      | Перрин                             |
| 1995      | ф | Вне подозрений                     | Above Suspicion                     | Лора                               |
| 1995      | ф | Судья Дредд                        | Judge Dredd                         | судья Эвелин Макгрудер             |
| 1998—2000 | с | Надежда Чикаго                     | Chicago Hope                        | Дженнифер Додж /судья Фэй Паладино |
| 2000      | с | Скорая помощь                      | ER                                  | миссис Ларсон                      |
| 2001      | с | Сильное лекарство                  | Strong Medicine                     | Констанс Филдинг                   |
| 2002      | с | Справедливая Эми                   | Judging Amy                         | Кэролин О’Брайен                   |
| 2007      | ф | Секс на завтрак                    | Sex and Breakfast                   | доктор Уэллбридж                   |